# Betta ocellata
Betta ocellata är en fiskart som beskrevs av De Beaufort, 1933. Betta ocellata ingår i släktet Betta och familjen Osphronemidae. Inga underarter finns listade.